# The Wages of Sin (film 1913)
The Wages of Sin è un cortometraggio muto del 1913. Il nome del regista non viene riportato nei credit.

## Produzione
Il film fu prodotto dalla David Horsley Productions.

## Distribuzione
Distribuito dalla Big Feature Film Company il film - un cortometraggio in tre bobine - uscì nelle sale cinematografiche statunitensi nel giugno 1913